# チェスコ (小惑星)
チェスコ (1571 Cesco) は小惑星帯に位置する小惑星である。アルゼンチンの天文学者ミゲル・イティゾーンがラプラタのラプラタ大学天文台で発見した。
アルゼンチンの天文学者であるカルロス・チェスコ及びレイナルド・チェスコ兄弟の名前に因んで命名された。